# 圣罗曼拉莫特
圣罗曼拉莫特（法語：Saint-Romain-la-Motte，法語發音：[sɛ̃ ʁɔmɛ̃ la mɔt]）是法国卢瓦尔省的一个市镇，位于该省北部，属于罗阿讷区。

## 地理
圣罗曼拉莫特（46°5'4"N, 3°58'53"E）面积27.56 平方千米，位于法国奥弗涅-罗讷-阿尔卑斯大区卢瓦尔省，该省份为法国中南部省份，北起顺时针与索恩-卢瓦尔省、罗讷省、伊泽尔省、阿尔代什省、上盧瓦爾省、多姆山省和阿列省接壤。
与圣罗曼拉莫特接壤的市镇（或旧市镇、城区）包括：诺阿伊、马布利、普伊莱诺南、勒奈松、里奥尔日、圣日耳曼-莱斯皮纳斯、旧圣昂、圣莱热叙罗阿讷。
圣罗曼拉莫特的时区为UTC+01:00、UTC+02:00（夏令时）。

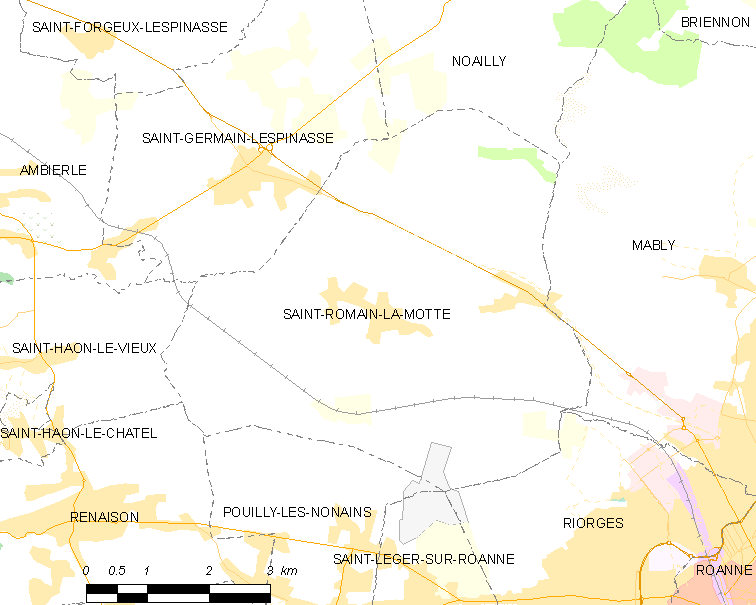
圣罗曼拉莫特的OSM定位图

## 行政
圣罗曼拉莫特的邮政编码为42640，INSEE市镇编码为42284。

## 政治
圣罗曼拉莫特所属的省级选区为勒奈松县。

## 交通
法国国道N7线经过境内北部，卢瓦尔省省道D18线和D39线在境内交汇。莫雷－里昂铁路也经过境内但未设车站。

## 人口

1962-2008年间圣罗曼拉莫特人口变化图示

圣罗曼拉莫特于2022年1月1日时的人口数量为1423人。